# Headhunter (album)
Pour les articles homonymes, voir Headhunter.
Albums de Krokus
One Vice at a Time
(1982) The Blitz
(1984)
Singles
1. Eat the Rich
Sortie : mai 1983
2. Screaming in the Night
Sortie : juin 1983
3. Stayed Awake All Night
Sortie : octobre 1983

Headhunter est le septième album du groupe de hard rock suisse, Krokus. Il est sorti le 25 avril 1983 sur le label Arista et a été produit par Tom Allom.

## Historique
Il s'agit du premier et unique album du groupe avec le batteur Steve Pace, ce dernier remplaçant Freddy Steady. Pace avait joué dans les années soixante-dix avec le groupe américain  Hydra puis en 1981 avec Whitford/St. Holmes.
L'album fut enregistré en Floride dans les studios Bee Jay d'Orlando. Les chansons ont été composées aux États-Unis et le manager du groupe, Butch Stone, co-signe la majorité des titres . Produit par Tom Allom, le producteur attitré de Judas Priest, il comprend une participation de Rob Halford sur le titre Ready To Burn. Le groupe reprend, avec Stay Awake All Night une chanson du groupe Bachman-Turner Overdrive. C'est la deuxième fois que Krokus reprend un titre d'un groupe du guitariste Randy Bachman, après le titre American Woman des Guess Who sur leur album précédent.
Krokus partira ensuite pour une tournée américaine comme première partie de Def Leppard, mais tout ne se passa pas très bien entre le management des deux groupes et notamment Joe Elliott, ce qui se termina par l'éviction de Krokus. Le groupe continuera cependant sa tournée, dans un premier temps en support de Judas Priest, puis en tête d'affiche dans des salles d'une capacité de 3000 à 5000 places.
Du côté des musiciens, le succès aidant, les changements de personnel commencèrent aussi. Le premier à être débarqué fut Mark Kohler, remplacé par Patrick Mason pour les concerts. A la fin de l'année, c'est au tour du membre fondateur Chris Von Rohr d'être viré, étant accusé de profiter de sa place de leader du groupe. Cependant il semblerait que Butch Stone était l'instigateur de ce départ, dressant le groupe contre Chris Von Rohr à la moindre occasion. Du coup Mark Kohler fut rappelé pour remplacer Chris comme bassiste et Steve Pace jettera l'éponge à son tour, il sera remplacé par le batteur de Cobra, Jeff Klaven.
Cet album se classa à la 6e place place des charts suisses, à la 25e place place du Billboard 200 aux États-Unis et à la 31e place place au Canada. Il sera certifié disque d'or dans ces trois pays.

## Liste des titres
- Tous les titres sont signés par Chris Von Rohr, Fernando Von Arb, Marc Storace et Butch Stone sauf indications

Face 1
| No | Titre                  | Auteur                                         | Durée |
| -- | ---------------------- | ---------------------------------------------- | ----- |
| 1. | Headhunter             |                                                | 4:30  |
| 2. | Eat the Rich           |                                                | 4:14  |
| 3. | Screaming in the Night | Von Rohr, Von Arb, Storace, Mark Kohler, Stone | 6:38  |
| 4. | Ready To Burn          |                                                | 3:54  |

Face 2
| No | Titre                                                        | Auteur            | Durée |
| -- | ------------------------------------------------------------ | ----------------- | ----- |
| 5. | Night Wolf                                                   |                   | 4:10  |
| 6. | Stayed Awake All Night (reprise de Bachman-Turner Overdrive) | Randy Bachman     | 4:41  |
| 7. | Stand and Be Counted                                         |                   | 4:07  |
| 8. | White Din                                                    | Von Rohr, Von Arb | 1:50  |
| 9. | Russian Winter                                               |                   | 3:31  |

## Musiciens
Krokus
- Marc Storace : chant
- Fernando Von Arb : guitare solo
- Mark Kohler : guitare rythmique
- Chris Von Rohr : basse
- Steve Pace : batterie

Musiciens additionnels
- Rob Halford: chant sur Ready to Burn
- Jimi Jamison: chœurs

## Charts et certifications
| Pays             | Durée du classement | Meilleur classement |
| ---------------- | ------------------- | ------------------- |
| Canada           | 18 semaines         | 31e                 |
| États-Unis       | 41 semaines         | 25e                 |
| Nouvelle-Zélande | 4 semaines          | 35e                 |
| Royaume-Uni      | 2 semaines          | 74e                 |
| Suède            | 3 semaines          | 22e                 |
| Suisse           | 4 semaines          | 6e                  |

| Année | Titre                    | Chart                      | Position |
| ----- | ------------------------ | -------------------------- | -------- |
| 1983  | "Eat the Rich"           | Hot Mainstream Rock Tracks | 33e      |
| 1983  | "Screaming in the Night" | Hot Mainstream Rock Tracks | 21e      |
| 1983  | "Stayed Awake All Night" | Hot Mainstream Rock Tracks | 31e      |

| Pays       | Certification | Ventes    | Date       |
| ---------- | ------------- | --------- | ---------- |
| Canada     | Or            | 50 000 +  | 01/10/1984 |
| États-Unis | Or            | 500 000 + | 27/03/1984 |
| Suisse     | Or            | 25 000 +  | 1983       |